# Copa Chivas Internacional 2015
La Copa Chivas Internacional Scotiabank de 2015, también conocida como Copa Chivas 2015 o Chivas Cup, fue la decimonovena edición de este torneo. Es una competición anual de fútbol juvenil organizada por el Club Deportivo Guadalajara. Se disputó entre los días 30 de enero y 7 de febrero en Guadalajara, México. El formato del torneo era de tres grupos con cinco equipos cada uno; permitiendo que cada equipo dispute cuatro partidos en la fase de eliminatorias. Calificaron a la Fase Final los equipos que ocuparon el Primer y Segundo lugar de cada grupo, así como los 2 mejores Terceros lugares del torneo.

## Equipos participantes
| Atlas                | Atlético Paranaense         | Boca Juniors        | Chivas      |
| Cruzeiro             | FC Dallas                   | Monarcas Morelia    | Monterrey   |
| River Plate          | Selección de Estados Unidos | Selección de México | Tigres UANL |
| Universidad Católica | Urawa Red Diamonds          | Xolos de Tijuana    |             |

## Fase de grupos

### Grupo A
| Equipo           | Pts | PJ | PG | PE | PP | GF | GC | DG |
| ---------------- | --- | -- | -- | -- | -- | -- | -- | -- |
| U. Católica      | 10  | 4  | 3  | 1  | 0  | 8  | 3  | +5 |
| Cruzeiro         | 6   | 4  | 1  | 3  | 0  | 3  | 2  | +1 |
| Club Tijuana     | 5   | 4  | 1  | 2  | 1  | 6  | 5  | +1 |
| Estados Unidos   | 4   | 4  | 1  | 1  | 2  | 2  | 3  | -1 |
| Monarcas Morelia | 1   | 4  | 0  | 1  | 3  | 3  | 9  | -6 |

#### Resultados

##### Fecha 1
| 30 de enero de 2015, 12:00 (UTC-6) | Estados Unidos     | 1:0 (1:0) | Monarcas Morelia | Chivas Verde Valle, Zapopan  |                              |
|                                    | Mauricio Pineda 6' | Reporte   |                  | Árbitro(s): Abraham Quirarte | Árbitro(s): Abraham Quirarte |

| 30 de enero de 2015, 12:00 (UTC-6) | Club Tijuana               | 1:3 (0:2) | U. Católica                                  | Chivas San Rafael, Guadalajara |                              |
|                                    | Mathews Gomes da Silva 70' | Reporte   | Benjamín Figueroa 15' 30' · Carlos Lobos 45' | Árbitro(s): Oscar Villagómez   | Árbitro(s): Oscar Villagómez |

- Equipo libre:  Cruzeiro.

##### Fecha 2
| 31 de enero de 2015, 09:00 (UTC-6) | Cruzeiro            | 1:0 (0:0) | Estados Unidos | Chivas Verde Valle, Zapopan     |                                 |
|                                    | Víctor da Silva 56' | Reporte   |                | Árbitro(s): Juan José Gutiérrez | Árbitro(s): Juan José Gutiérrez |

| 31 de enero de 2015, 12:00 (UTC-6) | U. Católica                                                                    | 4:2 (2:2) | Monarcas Morelia                          | ITESO, Tlaquepaque          |                             |
|                                    | Felipe Barrientos 23' · Luis Oyarzo 25' · Xabier Santos 38' · Manuel Reyes 56' | Reporte   | Jorge Valadéz 5' (pen.) · José Peraza 22' | Árbitro(s): Gustavo Padilla | Árbitro(s): Gustavo Padilla |

- Equipo libre:  Club Tijuana.

##### Fecha 3
| 1 de febrero de 2015, 09:00 (UTC-6) | Club Tijuana                                                          | 3:0 (1:0) | Monarcas Morelia | Chivas Verde Valle, Zapopan   |                               |
|                                     | Aaron Sicairos 33' · Brandon Vázquez 42' · Mathews Gomes da Silva 48' | Reporte   |                  | Árbitro(s): Giovani Hernández | Árbitro(s): Giovani Hernández |

| 1 de febrero de 2015, 12:00 (UTC-6) | Cruzeiro | 0:0     | U. Católica | Chivas Verde Valle, Zapopan   |                               |
|                                     |          | Reporte |             | Árbitro(s): Christian Ramírez | Árbitro(s): Christian Ramírez |

- Equipo libre:  Estados Unidos.

##### Fecha 4
| 2 de febrero de 2015, 09:00 (UTC-6) | Estados Unidos      | 1:1 (0:1) | Club Tijuana               | Chivas Verde Valle, Zapopan       |                                   |
|                                     | Eryk Williamson 63' | Reporte   | Mathews Gomes da Silva 10' | Árbitro(s): Sergio Omar Ruvalcaba | Árbitro(s): Sergio Omar Ruvalcaba |

| 2 de febrero de 2015, 12:00 (UTC-6) | Monarcas Morelia   | 1:1 (1:1) | Cruzeiro             | ITESO, Tlaquepaque        |                           |
|                                     | Daniel Mendoza 29' | Reporte   | Gabriel Henrique 25' | Árbitro(s): Alan Martínez | Árbitro(s): Alan Martínez |

- Equipo libre:  U. Católica.

##### Fecha 5
| 3 de febrero de 2015, 09:00 (UTC-6) | U. Católica     | 1:0 (1:0) | Estados Unidos | Chivas Verde Valle, Zapopan    |                                |
|                                     | Kevin Medel 25' | Reporte   |                | Árbitro(s): Alejandro Martínez | Árbitro(s): Alejandro Martínez |

| 3 de febrero de 2015, 12:00 (UTC-6) | Club Tijuana      | 1:1 (1:0) | Cruzeiro                  | Chivas San Rafael, Guadalajara    |                                   |
|                                     | Mathews Gomes 27' | Reporte   | Gabriel Mendes 49' (pen.) | Árbitro(s): Iván Velasco Quintero | Árbitro(s): Iván Velasco Quintero |

- Equipo libre:  Monarcas Morelia.

### Grupo B
| Equipo       | Pts | PJ | PG | PE | PP | GF | GC | DG |
| ------------ | --- | -- | -- | -- | -- | -- | -- | -- |
| México       | 9   | 4  | 3  | 0  | 1  | 11 | 6  | +5 |
| River Plate  | 9   | 4  | 3  | 0  | 1  | 6  | 3  | +3 |
| Boca Juniors | 6   | 4  | 2  | 0  | 2  | 6  | 7  | -1 |
| Monterrey    | 6   | 4  | 2  | 0  | 2  | 6  | 9  | -3 |
| Tigres       | 0   | 4  | 0  | 0  | 4  | 3  | 7  | -4 |

#### Resultados

##### Fecha 1
| 30 de enero de 2015, 09:00 (UTC-6) | México                                                            | 3:4 (2:2) | Monterrey                                                                 | Chivas Verde Valle, Zapopan |                            |
|                                    | Francisco Venegas 21' · Eduardo Aguirre 31' · Claudio Zamudio 47' | Reporte   | Ian Arellano 4' · Angel López 29' · André Aguilar 42' · Obed Martinez 66' | Árbitro(s): Adrian Vielmas  | Árbitro(s): Adrian Vielmas |

| 30 de enero de 2015, 09:00 (UTC-6) | Tigres                 | 1:2 (0:1) | River Plate                                          | Chivas San Rafael, Guadalajara |                            |
|                                    | Luis Fernando Cruz 45' | Reporte   | José Villalba 22' (a.g.) · Gabriel Romero 62' (pen.) | Árbitro(s): David Villalba     | Árbitro(s): David Villalba |

- Equipo libre:  Boca Juniors.

##### Fecha 2
| 31 de enero de 2015, 12:00 (UTC-6) | Boca Juniors      | 1:4 (1:2) | México                                                                              | Chivas Verde Valle, Zapopan    |                                |
|                                    | Alexis Nahuel 19' | Reporte   | Eduardo Aguirre 22' · Kevin Magaña 27' · Alan Cervantes 66' · Francisco Venegas 70' | Árbitro(s): Alejandro Martínez | Árbitro(s): Alejandro Martínez |

| 31 de enero de 2015, 12:00 (UTC-6) | River Plate                                    | 3:0 (2:0) | Monterrey | Chivas San Rafael, Guadalajara |                              |
|                                    | Federico Lavallen 18' 30' · Gavin De Niese 63' | Reporte   |           | Árbitro(s): Sergio Ruvalcaba   | Árbitro(s): Sergio Ruvalcaba |

- Equipo libre:  Tigres.

##### Fecha 3
| 1 de febrero de 2015, 12:00 (UTC-6) | Tigres | 0:1 (0:1) | Monterrey               | Chivas San Rafael, Guadalajara |                       |
|                                     |        | Reporte   | Ian Arellano 25' (pen.) | Árbitro(s): Aldo Cano          | Árbitro(s): Aldo Cano |

| 1 de febrero de 2015, 12:00 (UTC-6) | Boca Juniors | 0:1 (0:0) | River Plate        | ITESO, Tlaquepaque              |                                 |
|                                     |              | Reporte   | Gavin De Niese 63' | Árbitro(s): Bernardo Villagómez | Árbitro(s): Bernardo Villagómez |

- Equipo libre:  México.

##### Fecha 4
| 2 de febrero de 2015, 09:00 (UTC-6) | Monterrey                | 1:3 (1:2) | Boca Juniors                                         | Chivas San Rafael, Guadalajara |                          |
|                                     | Jorge Carlos Sánchez 24' | Reporte   | Luis Marcelo Torres 13' 27' · Guillermo Villalba 39' | Árbitro(s): Erim Ramírez       | Árbitro(s): Erim Ramírez |

| 2 de febrero de 2015, 09:00 (UTC-6) | México                                 | 2:1 (2:0) | Tigres              | ITESO, Tlaquepaque          |                             |
|                                     | Kevin Magaña 3' · Joaquín Esquivel 32' | Reporte   | Andrés Quiñones 53' | Árbitro(s): Gustavo Padilla | Árbitro(s): Gustavo Padilla |

- Equipo libre:  River Plate.

##### Fecha 5
| 3 de febrero de 2015, 12:00 (UTC-6) | River Plate | 0:2 (0:1) | México                  | Chivas Verde Valle, Zapopan    |                                |
|                                     |             | Reporte   | Eduardo Aguirre 22' 60' | Árbitro(s): Aldo Cano Martínez | Árbitro(s): Aldo Cano Martínez |

| 3 de febrero de 2015, 12:00 (UTC-6) | Tigres            | 1:2 (1:1) | Boca Juniors                         | ITESO, Tlaquepaque                 |                                    |
|                                     | Armando Facio 14' | Reporte   | Lucas Rancic 25' · Alexis Nahuel 40' | Árbitro(s): Emerson Gustavo Zamora | Árbitro(s): Emerson Gustavo Zamora |

- Equipo libre:  Monterrey.

### Grupo C
| Equipo              | Pts | PJ | PG | PE | PP | GF | GC | DG |
| ------------------- | --- | -- | -- | -- | -- | -- | -- | -- |
| Chivas              | 9   | 4  | 3  | 0  | 1  | 11 | 3  | +8 |
| Atlas               | 8   | 4  | 2  | 2  | 0  | 5  | 3  | +2 |
| Atlético Paranaense | 7   | 4  | 2  | 1  | 1  | 7  | 4  | +3 |
| FC Dallas           | 2   | 4  | 0  | 2  | 2  | 3  | 11 | -8 |
| Urawa Red Diamonds  | 1   | 4  | 0  | 1  | 3  | 5  | 10 | -5 |

#### Resultados

##### Fecha 1
| 30 de enero de 2015, 09:00 (UTC-6) | Chivas                | 1:2 (0:1) | Atlas                                        | ITESO, Tlaquepaque         |                            |
|                                    | Francisco Mendoza 51' | Reporte   | Fernando García 35' · Bryan Villalobos 70+2' | Árbitro(s): Emerson Zamora | Árbitro(s): Emerson Zamora |

| 30 de enero de 2015, 12:00 (UTC-6) | FC Dallas                              | 2:2 (2:0) | Urawa Red Diamonds         | ITESO, Tlaquepaque        |                           |
|                                    | Santiago Agudelo 21' · Eric Davies 28' | Reporte   | Mizuki Arai 62' 68' (pen.) | Árbitro(s): Alan Martínez | Árbitro(s): Alan Martínez |

- Equipo libre:  Atlético Paranaense.

##### Fecha 2
| 31 de enero de 2015, 09:00 (UTC-6) | Urawa Red Diamonds      | 1:2 (0:0) | Atlas                                               | Chivas San Rafael, Guadalajara |                          |
|                                    | You Watanabe 67' (pen.) | Reporte   | Brayan Garnica 40' (pen.) · Luis Gerardo Rangel 71' | Árbitro(s): Iván Velasco       | Árbitro(s): Iván Velasco |

| 31 de enero de 2015, 09:00 (UTC-6) | Atlético Paranaense | 0:1 (0:1) | Chivas                      | ITESO, Tlaquepaque        |                           |
|                                    |                     | Reporte   | Antonio Granados 26' (pen.) | Árbitro(s): Alan Martínez | Árbitro(s): Alan Martínez |

- Equipo libre:  FC Dallas.

##### Fecha 3
| 1 de febrero de 2015, 09:00 (UTC-6) | Atlético Paranaense                                 | 3:1 (1:0) | Urawa Red Diamonds | Chivas San Rafael, Guadalajara |                            |
|                                     | José Ivaldo 20' · Riuler 38' · Gabriel Rodriges 50' | Reporte   | You Watanabe 62'   | Árbitro(s): Emerson Zamora     | Árbitro(s): Emerson Zamora |

| 1 de febrero de 2015, 09:00 (UTC-6) | FC Dallas | 0:0     | Atlas | ITESO, Tlaquepaque              |                                 |
|                                     |           | Reporte |       | Árbitro(s): Juan José Gutiérrez | Árbitro(s): Juan José Gutiérrez |

- Equipo libre:  Chivas.

##### Fecha 4
| 2 de febrero de 2015, 12:00 (UTC-6) | Chivas                                                                                               | 6:0 (4:0) | FC Dallas | Chivas Verde Valle, Zapopan            |                                        |
|                                     | Michelle Benítez 5' 21' · Jesús Godinez 8' 10' · Juan de Dios Agüayo 41' · Héctor Reynoso 57' (pen.) | Reporte   |           | Árbitro(s): Alejandro Agustín Martínez | Árbitro(s): Alejandro Agustín Martínez |

| 2 de febrero de 2015, 12:00 (UTC-6) | Atlas               | 1:1 (0:0) | Atlético Paranaense  | Chivas San Rafael, Guadalajara  |                                 |
|                                     | Edyairth Ortega 56' | Reporte   | Gabriel Rodriges 61' | Árbitro(s): Luis Adrián Vielmas | Árbitro(s): Luis Adrián Vielmas |

- Equipo libre:  Urawa Red Diamonds.

##### Fecha 5
| 3 de febrero de 2015, 09:00 (UTC-6) | FC Dallas         | 1:3 (1:1) | Atlético Paranaense       | Chivas San Rafael, Guadalajara |                                |
|                                     | Edwar Munjoma 18' | Reporte   | Jacy 19' · Thales 45' 69' | Árbitro(s): Giovanni Hernández | Árbitro(s): Giovanni Hernández |

| 3 de febrero de 2015, 09:00 (UTC-6) | Urawa Red Diamonds     | 1:3 (1:1) | Chivas                                                               | ITESO, Tlaquepaque                    |                                       |
|                                     | Mitzuki Arai 5' (pen.) | Reporte   | Jesús Godínez 16' · Antonio Granados 46' (pen.) · Héctor Reynoso 64' | Árbitro(s): Óscar Bernardo Villagómez | Árbitro(s): Óscar Bernardo Villagómez |

- Equipo libre:  Atlas.

#### Mejores terceros
Entre los equipos que finalizaran en el tercer lugar de sus respectivos grupos, los dos mejores avanzarán a cuartos de final.
| Equipo              | Grupo | Pts | PJ | PG | PE | PP | GF | GC | Dif |
| ------------------- | ----- | --- | -- | -- | -- | -- | -- | -- | --- |
| Atlético Paranaense | C     | 7   | 4  | 2  | 1  | 1  | 7  | 4  | +3  |
| Boca Juniors        | B     | 6   | 4  | 2  | 0  | 2  | 6  | 7  | -1  |
| Club Tijuana        | A     | 5   | 4  | 1  | 2  | 1  | 6  | 5  | +1  |

### Tabla general
En la Fase Final los 8 calificados integrarán una tabla general de acuerdo a los puntos y diferencia de goles que tuvieron durante la Ronda de Grupos. De acuerdo a esta tabla serán definidos los cuartos de final de la siguiente manera: 1º VS 8º; 2º VS 7º; 3º VS 6º; 4º VS 5º.
| Equipo              | Pts | PJ | PG | PE | PP | GF | GC | DG |
| ------------------- | --- | -- | -- | -- | -- | -- | -- | -- |
| U. Católica         | 10  | 4  | 3  | 1  | 0  | 8  | 3  | +5 |
| Chivas              | 9   | 4  | 3  | 0  | 1  | 11 | 3  | +8 |
| México              | 9   | 4  | 3  | 0  | 1  | 11 | 6  | +5 |
| River Plate         | 9   | 4  | 3  | 0  | 1  | 6  | 3  | +3 |
| Atlas               | 8   | 4  | 2  | 2  | 0  | 5  | 3  | +2 |
| Atlético Paranaense | 7   | 4  | 2  | 1  | 1  | 7  | 4  | +3 |
| Cruzeiro            | 6   | 4  | 1  | 3  | 0  | 3  | 2  | +1 |
| Boca Juniors        | 6   | 4  | 2  | 0  | 2  | 6  | 7  | -1 |

## Cuadro Final
|  | Cuartos de final    | Cuartos de final |             |              | Semifinales  | Semifinales  |  |             | Final        | Final        |  |
|  | 5 de febrero        | 5 de febrero     |             |              | 6 de febrero | 6 de febrero |  |             | 7 de febrero | 7 de febrero |  |
|  |                     |                  |             |              |              |              |  |             |              |              |  |
|  |                     |                  |             |              |              |              |  |             |              |              |  |
|  | U. Católica         | 0                |             |              |              |              |  |             |              |              |  |
|  | U. Católica         | 0                |             |              |              |              |  |             |              |              |  |
|  | Boca Juniors        | 1                |             |              |              |              |  |             |              |              |  |
|  | Boca Juniors        | 1                |             | Boca Juniors | 0            |              |  |             |              |              |  |
|  |                     |                  |             | Boca Juniors | 0            |              |  |             |              |              |  |
|  |                     |                  | River Plate | 2            |              |              |  |             |              |              |  |
|  | River Plate         | 3                | River Plate | 2            |              |              |  |             |              |              |  |
|  | River Plate         | 3                |             |              |              |              |  |             |              |              |  |
|  | Atlas               | 1                |             |              |              |              |  |             |              |              |  |
|  | Atlas               | 1                |             |              |              |              |  | River Plate | 0            |              |  |
|  |                     |                  |             |              |              |              |  | River Plate | 0            |              |  |
|  |                     |                  | Chivas      | 2            |              |              |  |             |              |              |  |
|  | Chivas              | 2                | Chivas      | 2            |              |              |  |             |              |              |  |
|  | Chivas              | 2                |             |              |              |              |  |             |              |              |  |
|  | Cruzeiro            | 1                |             |              |              |              |  |             |              |              |  |
|  | Cruzeiro            | 1                |             | Chivas       | 1 (4)        |              |  |             |              |              |  |
|  |                     |                  |             | Chivas       | 1 (4)        |              |  |             |              |              |  |
|  |                     |                  | México      | 1 (2)        |              |              |  |             |              |              |  |
|  | México              | 2                | México      | 1 (2)        |              |              |  |             |              |              |  |
|  | México              | 2                |             |              |              |              |  |             |              |              |  |
|  | Atlético Paranaense | 0                |             |              |              |              |  |             |              |              |  |
|  | Atlético Paranaense | 0                |             |              |              |              |  |             |              |              |  |
|  |                     |                  |             |              |              |              |  |             |              |              |  |

### Cuartos de final
| 5 de febrero de 2015, 09:00 (UTC-6) | U. Católica | 0:1 (0:0) | Boca Juniors      | Chivas Verde Valle, Zapopan  |                              |
|                                     |             | Reporte   | Alexis Nahuel 66' | Árbitro(s): Govani Hernández | Árbitro(s): Govani Hernández |

| 5 de febrero de 2015, 09:00 (UTC-6) | Chivas                                      | 2:1 (2:1) | Cruzeiro             | Club Providencia, Guadalajara |                          |
|                                     | Michelle Benítez 17' · Antonio Granados 24' | Reporte   | Marcelo de Souza 16' | Árbitro(s): Juan Ramírez      | Árbitro(s): Juan Ramírez |

| 5 de febrero de 2015, 12:00 (UTC-6) | México                            | 2:0 (1:0) | Atlético Paranaense | Chivas Verde Valle, Zapopan  |                              |
|                                     | Kevin Magaña 29' · Kevin Lara 43' | Reporte   |                     | Árbitro(s): Óscar Villagomez | Árbitro(s): Óscar Villagomez |

| 5 de febrero de 2015, 12:00 (UTC-6) | River Plate                                                          | 3:1 (1:0) | Atlas               | Club Providencia, Guadalajara        |                                      |
|                                     | Federico Lavallén 30' · Gavin de Niese 36' · Ismael Govea 60' (a.g.) | Reporte   | Edyairth Ortega 43' | Árbitro(s): Sergio Ruvalcaba Amezcua | Árbitro(s): Sergio Ruvalcaba Amezcua |

### Semifinales
| 6 de febrero de 2015, 09:00 (UTC-6) | Boca Juniors | 0:2 (0:2) | River Plate                                           | Chivas Verde Valle, Zapopan  |                              |
|                                     |              | Reporte   | Gabriel Villalba 18' (a.g.) · Ezequiel Villanueva 31' | Árbitro(s): Óscar Villagómez | Árbitro(s): Óscar Villagómez |

| 6 de febrero de 2015, 12:00 (UTC-6) | Chivas                                                                                     | 1:1 (0:0) (4 – 2 p.)       | México                                                           | Chivas Verde Valle, Zapopan                |                                            |
|                                     | Jesús Godínez 50'                                                                          | Reporte                    | Pablo López 70'                                                  | Árbitro(s): Emerson Gustavo Zamora Ramírez | Árbitro(s): Emerson Gustavo Zamora Ramírez |
|                                     |                                                                                            | Tiros desde el punto penal |                                                                  |                                            |                                            |
|                                     | Antonio Granados · Héctor Reynoso · Jesús Godínez · Michelle Benítez · Juan de Dios Agüayo |                            | Pablo López · Francisco Venegas · Alan Cervantes · Ulises Torres |                                            |                                            |

### Tercer puesto
| 7 de febrero de 2015, 09:00 (UTC-6) | Boca Juniors                                                                           | 5:3 (0:2) | México                                           | Chivas Verde Valle, Zapopan |                          |
|                                     | Luis Torres 28' · Guillermo Villalba 32' · Lucas Rancic 56' · Alexis Messidoro 62' 68' | Reporte   | Pablo López 36' (pen.) 48' · Eduardo Aguirre 54' | Árbitro(s): Iván Velasco    | Árbitro(s): Iván Velasco |

### Final
| 7 de febrero de 2015, 12:00 (UTC-6) | River Plate | 0:2 (0:1) | Chivas                 | Chivas Verde Valle, Zapopan    |                                |
|                                     |             | Reporte   | Jesús Godínez 3' 70+3' | Árbitro(s): Erim Ramírez Ulloa | Árbitro(s): Erim Ramírez Ulloa |

### Campeón
| Bandera de México     |
| Chivas de Guadalajara |

## Estadísticas

### Goleadores
| José Godinez                               | Chivas             | 6 |
| Eduardo Aguirre                            | Sub-17             | 5 |
| Alexis Messidoro                           | Boca Juniors       | 5 |
| Mathews Gómes                              | Club Tijuana       | 4 |
| Mizuki Arai                                | Urawa Red Diamonds | 3 |
| Federico Lavallen                          | River Plate        | 3 |
| Gavin De Niese                             | River Plate        | 3 |
| Antonio Granados                           | Chivas             | 3 |
| Michelle Benítez                           | Chivas             | 3 |
| Kevin Magaña                               | Sub-17             | 3 |
| Última actualización: 7 de febrero de 2015 |                    |   |